# Armin Görtz
Armin Görtz (* 30. August 1959 in Dortmund) ist ein ehemaliger deutscher Fußballspieler. Der olympische Bronzemedaillengewinner von 1988 wurde 1984 mit dem SK Beveren belgischer Meister. Mit dem 1. FC Köln wurde er 1989 und 1990 Vizemeister. Er kam auch zweimal in der deutschen Nationalmannschaft zum Einsatz.

## Sportliche Laufbahn
Armin Görtz spielte als Verteidiger und Mittelfeldspieler vornehmlich auf der linken Außenbahn. Er begann seine Karriere Anfang der 1980er Jahre bei Eintracht Frankfurt und beim FSV Frankfurt und versuchte sein Glück ab 1983 in der ersten belgischen Liga bei SK Beveren und KSV Waregem. Mit Beveren wurde er dabei Meister von Belgien. In der Saison 1985/86 stand er mit der KSV Waregem im Halbfinale des UEFA-Pokals. Dabei fiel Görtz den Verantwortlichen des Gegners 1. FC Köln auf, die ihn für die neue Saison verpflichteten. In Köln entwickelte er sich unter dem noch jungen Trainer Christoph Daum zu einer festen Größe. 1988 kam er unter Franz Beckenbauer zu zwei Einsätzen in der deutschen Nationalmannschaft. Im September dieses Jahres gewann Görtz mit der Olympiaelf bei den Spielen in Seoul die Bronzemedaille.
Für diesen Erfolg erhielt er – zusammen mit der deutschen Fußballolympiamannschaft – das Silberne Lorbeerblatt.
Mit dem 1. FC Köln wurde er 1989 und 1990 Deutscher Vizemeister. 1990 wechselte er zu Hertha BSC, stieg jedoch mit den Berlinern in der gleichen Saison aus der Fußball-Bundesliga ab. Dennoch blieb er in Berlin und spielte noch zwei Jahre in der 2. Liga, bevor er aufgrund von Verletzungen seine Karriere 1993 beendete. Insgesamt brachte er es auf 144 Einsätze in der 1. Bundesliga und schoss 9 Tore.

## Erfolge
- Olympisches Fußballturnier: 3. Platz 1988
- Deutsche Fußballmeisterschaft: 2. Platz 1989 und 1990
- Belgischer Meister: 1984

## Statistik
- 1. Bundesliga
5 Spiele Eintracht Frankfurt
112 Spiele; 8 Tore 1. FC Köln
27 Spiele; 1 Tor Hertha BSC
- 2. Bundesliga
27 Spiele; 1 Tor Hertha BSC
- DFB-Pokal
1 Spiel Eintracht Frankfurt
10 Spiele 1. FC Köln
3 Spiele Hertha BSC
- Europapokal
3 Spiele KSK Beveren
10 Spiele; 1 Tor KSV Wagerem
13 Spiele; 1 Tor 1. FC Köln